# Synodites canadensis
Synodites canadensis là một loài tò vò trong họ Ichneumonidae.